# Stazione di Ayase
La stazione di Ayase (綾瀬駅?, Ayase-eki) è una stazione ferroviaria di Tokyo di interscambio, servita dalla metropolitana di Tokyo (linea Chiyoda) e dalla linea Jōban della JR East. La stazione è il capolinea della linea Chiyoda, ma molti treni continuano verso Kameari instradandosi sulla linea Jōban, o sulla diramazione per Kita-Ayase.

## Linee

### Treni
- JR East
  - ■ Linea Jōban (locale)

### Metropolitana
- Tokyo Metro
  -  Linea Chiyoda

## Stazioni adiacenti
| «                                    | Servizio             | »                         |
| Linea Jōban - Locale                 | Linea Jōban - Locale | Linea Jōban - Locale      |
| ------------------------------------ | -------------------- | ------------------------- |
| Kita-Senju                           | Locale               | Kameari                   |
| Linea Chiyoda                        |                      |                           |
| Kita-Senju                           | Tutti                | Kameari (via linea Jōban) |
| Linea Chiyoda diramazione Kita-Ayase |                      |                           |
| Capolinea                            | -                    | Kita-Ayase                |